# Il sorriso dell'ignoto marinaio
Il sorriso dell'ignoto marinaio è un libro del 1976 pubblicato da Einaudi ed è il primo successo editoriale di Vincenzo Consolo. 
È un romanzo storico ambientato nella Sicilia dei moti rivoluzionari del 1860 ed è incentrato su una sommossa contadina che si scatena in un piccolo paese (Alcara li Fusi) all'arrivo delle truppe di Garibaldi.

## Contenuto
Il 17 maggio 1860 ad Alcara li Fusi scoppiò una rivolta contadina che ne anticipò altre localizzate principalmente sui Nebrodi oltre che a Bronte.  I contadini assaltarono il "casino dei nobili" trucidando con falci e coltelli numerose persone tra cui un ragazzo. I garibaldini della colonna Medici, sopraggiunti dopo alcune settimane di anarchia, imprigionarono alcuni dei rivoltosi che, dopo un rapido processo, furono giustiziati.
Questa sommossa è l'occasione per una presa di coscienza del protagonista, il barone filantropo Mandralisca di Cefalù (che riceve in dono a Lipari il celebre Ritratto d'ignoto marinaio ritratto che Antonello da Messina dipinse tra il 1460 e il 1470 su una tavola di piccole dimensioni). 

## Temi
L'autore si interroga su grandi temi come la posizione dell'intellettuale dinanzi alla storia, il valore e le possibilità della scrittura letteraria, gli eventi cruciali della storia civile italiana, del passato e del presente. Consolo, attraverso la figura di Mandralisca si fa portavoce del malessere delle genti siciliane e dello spirito popolare tradito dalle strutture politiche. Egli inserisce nel racconto documenti dell'epoca, spesso manipolati; importante è perciò, in questo romanzo, la commistione tra arte e narrativa, tra storia e attualità.
Il tema del Risorgimento fallito, della continuazione sotto nuova veste di una secolare oppressione, molto caro a tanta narrativa siciliana, viene qui affrontato con il continuo passaggio da una rappresentazione corale a una centrata su due personaggi storici reali, Mandralisca appunto e l'avvocato Giovanni Interdonato (che rientra in Sicilia per organizzare l'opposizione ai Borboni), nel quale il barone riscontra quel sorriso beffardo del dipinto: dalle vicende di questi personaggi scaturiscono situazioni diverse, disposte su piani molteplici, che scendono sempre più in basso nella scala sociale. La lingua è tesa e carica, ricca di suggestioni barocche; sono combinate parole di varia provenienza, arcaiche, dialettali, tecniche, letterarie, straniere.
Il libro è percorso da alcune immagini-chiave: il celebre quadro di Antonello da Messina, in cui la figura umana è fissata "per sempre, nell'increspatura sottile, mobile, fuggevole dell'ironia"; la "chiocciola" in cui si leggono i segni della "storia che vorticando dal profondo viene". Anche grazie a queste immagini si scopre il tema profondo del libro, ovvero la disperata ricerca di una speranza di giustizia, in un mondo dominato dalla violenza, dall'oppressione e dall'inganno. La chiave dello sguardo che lo scrittore ha sul mondo sta nel sorriso del marinaio, descrizione del quadro di Antonello da Messina:

## Edizioni
- Il sorriso dell'ignoto marinaio, con una acquaforte di Renato Guttuso, Milano: G. Manusè, 1975 (ed. di 150 esemplari numerati)
- Il sorriso dell'ignoto marinaio, Torino, Einaudi, 1976, ISBN 88-06-58453-7
- (FR)  Le sourire du marin inconnu, prefazione di Leonardo Sciascia, trad. Mario Fusco e Michel Sager, Paris: Grasset (Les cahiers rouges n. 125), 1980
- (ES)  La sonrisa del ignoto marinero, trad. Esther Benitez, Madrid: Alfaguara, 1981
- Il sorriso dell'ignoto marinaio, introduzione di Cesare Segre, Milano, Mondadori (Oscar oro n. 9), 1987, ISBN 88-04-29766-2
- Il sorriso dell'ignoto marinaio, Torino, Einaudi (Nuovi coralli n. 464), 1992, ISBN 88-06-12864-7
- (EN)  The Smile of the Unknown Mariner, trad. e postfazione di Joseph Farrel, Manchester: Carcanet, 1994
- Il sorriso dell'ignoto marinaio, a cura di Giovanni Tesio, Milano, Einaudi scuola, 1995 ISBN 88-286-0236-8
- (DE)  Das Lacheln des unbekannten Matrosen, trad. Arianna Giachi, Frankfurt am Main: Suhrkamp (Taschenbuch n. 2604), 1996
- Il sorriso dell'ignoto marinaio, Milano, Mondadori (Scrittori italiani), 1997, ISBN 88-04-42216-5
- Il sorriso dell'ignoto marinaio, Milano, Mondadori (Oscar narrativa n. 1791), 2002 ISBN 88-04-50148-0
- Il sorriso dell'ignoto marinaio, Milano, Mondadori (Oscar classici moderni n. 193), 2004 ISBN 978-88-04-52854-8
- (CAT) El somrís del mariner inconegut, trad. Eudald Solà, Barcelona: Proa, 2006 ISBN 84-8256-838-8